# Dorfkirche Kladrum

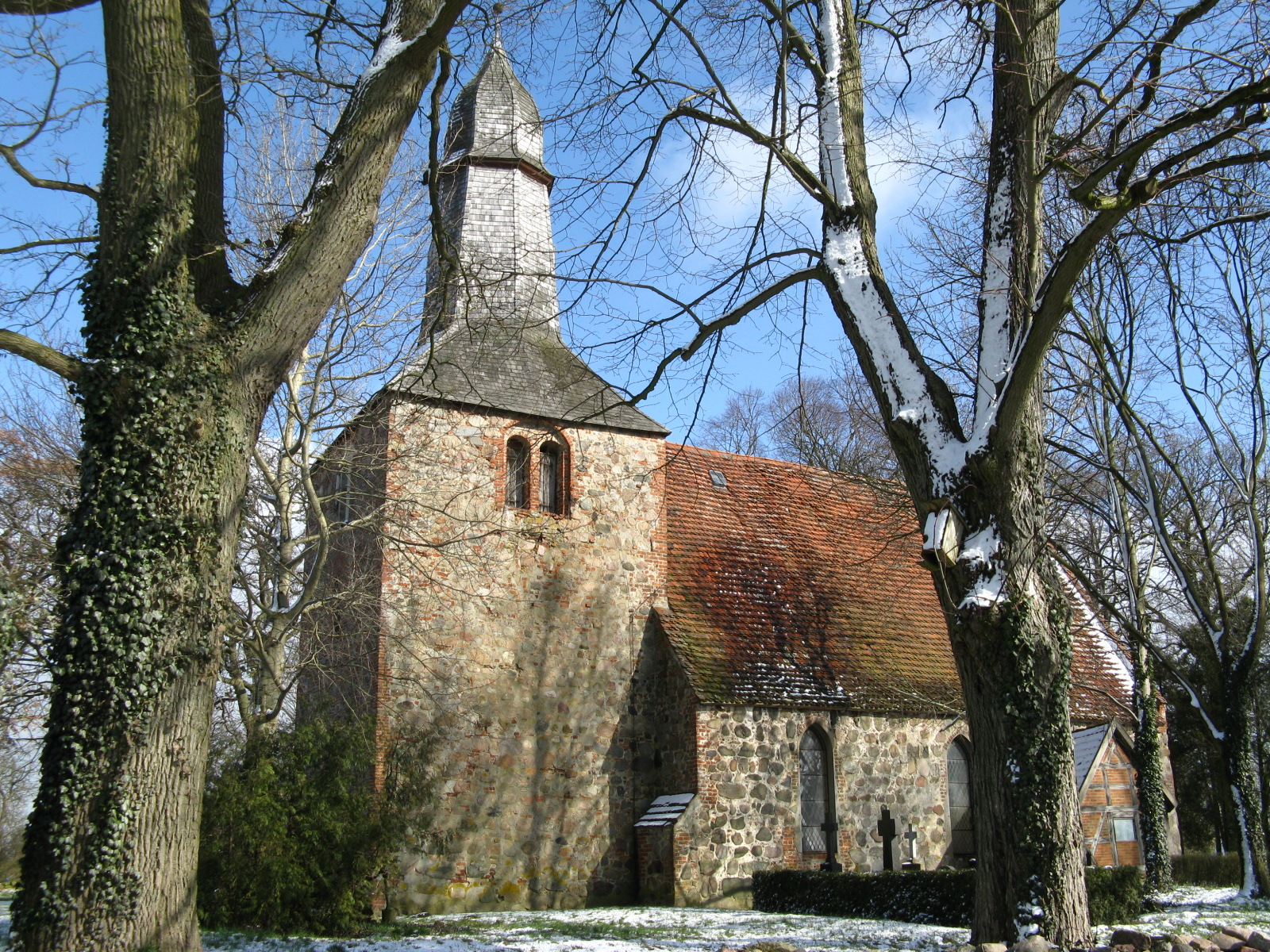
Dorfkirche in Kladrum, 2008

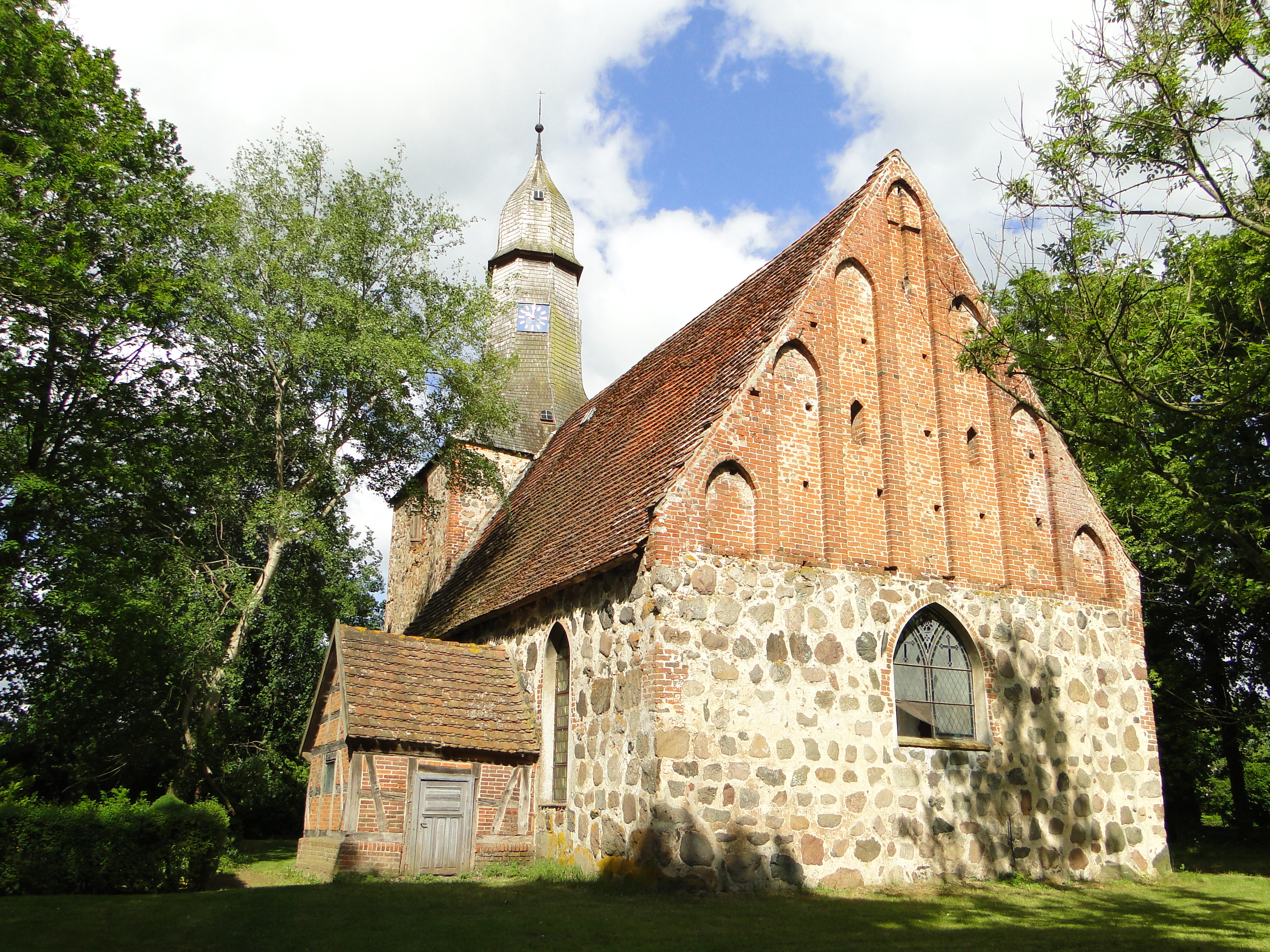
Kastenchor, 2008

Die Dorfkirche in Kladrum ist eine mittelalterliche Feldsteinkirche im mecklenburgischen Kladrum, einem Ortsteil der Gemeinde Zölkow im Landkreis Ludwigslust-Parchim in Mecklenburg-Vorpommern.

## Geschichte
Schon seit dem Mittelalter scheint das im Amt Ture (Lübz) gelegene Dorf Kladrum Cladrum ein Bauerndorf gewesen zu sein. Neben dem landesherrlichen Domanium bezog auch das Kloster Dobbertin schon 1360 und 1367 Einkünfte und Pachten aus dem Dorf Kladrum. Claws Rutzen wurde die Pacht erlassen, da er seine Tochter ins Kloster gegeben hatte. 1534 hatte Herzog Albrecht VII. Berthold Trampe aus Kladrum zum Kirchherrn berufen und ihm vom Vogt zu Lübz seine Einkünfte bestätigt. Zur Kladrumer Kirche gehörten noch die Kapellen in Badegow und Grabow. Nach Zusammenlegung der Ämter Lübz und Crivitz fand 1752 ein Patronatswechsel statt.
Von 1849 bis 1866 und ab 1908 wurden die Kirchgemeinden Wessin und Bülow von Kladrum mit verwaltet.

## Baugeschichte

### Äußeres

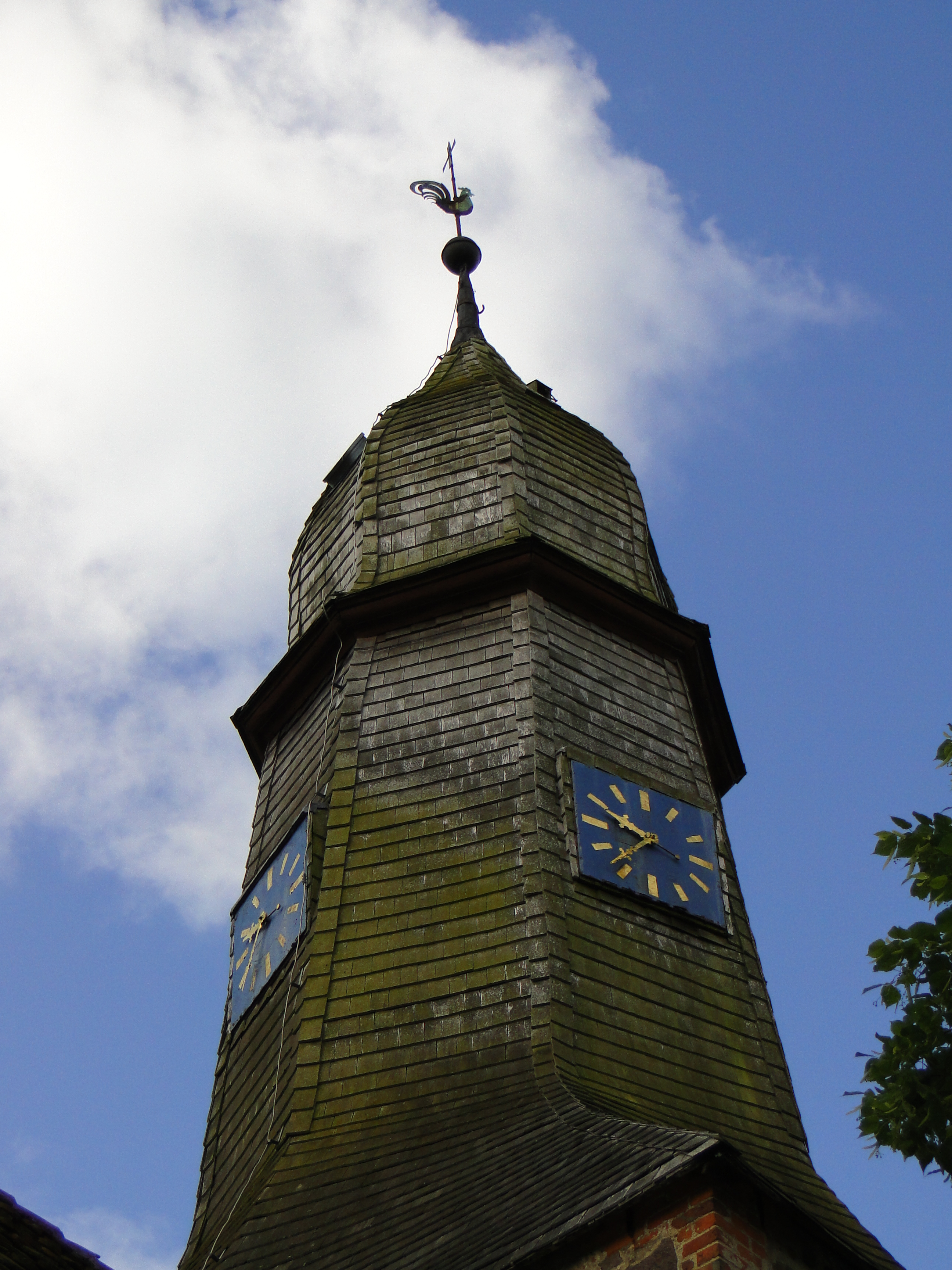
Turmhaube mit Uhr, 2012

Die für mecklenburgische Dörfer typische Feldsteinkirche soll in der zweiten Hälfte des 13. Jahrhunderts, möglich wäre auch die erste Hälfte des 14. Jahrhunderts, errichtet worden sein. Doch über den genauen Zeitpunkt und die Umstände des Baus der Kladrumer Kirche sind keine Unterlagen und Urkunden überliefert. Das einfache, aus schichtenweise versetzten Feldsteinen errichtete Bauwerk wurde mit seinem flachgedeckten Innenraum anscheinend dem Apostel Matthäus und der heiligen Maria geweiht. Infolge des Dreißigjährigen Krieges war die Kirche 1649 bis auf die Umfassungsmauern zerstört und wurde ab 1667 erst wieder aufgebaut. Das Baumaterial kam von der in (Hof) Grabow niedergelegten Kapelle, in der seit 1633 kein Gottesdienst mehr abgehalten wurde. Die schmucklosen Außenwände wurden durch spitzbogige Fenster aufgelockert. Die Fassade des oberen östlichen Backsteingiebels ist mit sieben spitzbogigen Lanzettblenden verziert. Im unteren Chorbereich befindet sich ein mit Rautenglas versehenes Spitzbogenfenster.
Eine Besonderheit für mecklenburgische Kirchen ist die seltene und reizvolle Form der geschwungenen zwiebelförmigen Turmhaube von 1696. Diese wurde 1708 nach einem Blitzschlag erneuert und mit Kupfer eingedeckt. Der zweigeschossige eingezogene quadratische Westturm mit seinem wehrhaften Aussehen hat einen sich verjüngenden achtseitigen Helm mit einer schindelgedeckten birnen- oder zwiebelförmigen Haube. 1930 wurde die Turmspitze mit Kupfer verkleidet. Als 1943 für Kriegszwecke das Kupfer vom Turm abgenommen wurde, hatte man ihn notdürftig mit Dachpappe eingedeckt, die 1956 erneuert wurde. Nach 1990 erfolgte eine Neueindeckung mit finnischen Holzschindeln.
Ab 1794 gab es erste Sammlungen für eine Kirchturmuhr. Da die Anschaffung einer Orgel wichtiger war, konnte die Uhr erst 1857 eingebaut werden. Bis 1893 wurde sie ständig instand gehalten, danach für reparaturunwürdig befunden. 1913 wurde von der Turmuhrenfabrik und Glockengießerei J. F. Weule aus Bockenem eine neue Turmuhr eingebaut.
1885 erfolgte ein An- und Umbau am Kladrumer Pfarrhaus, danach wurde das Kircheninnere mit einem glatten Wandputz versehen und 1907 eine Kirchenheizung eingebaut. Durch den Frühjahrssturm 2022 wurden die mit Rautenglas verbleiten Fenster auf der Nord- und Südseite vom Wind eingedrückt und ausgebessert. Mit umfangreichen Sicherungs- und Sanierungsarbeiten am Turm und am Kirchenschiff wurde im Juni 2022 begonnen.

### Inneres

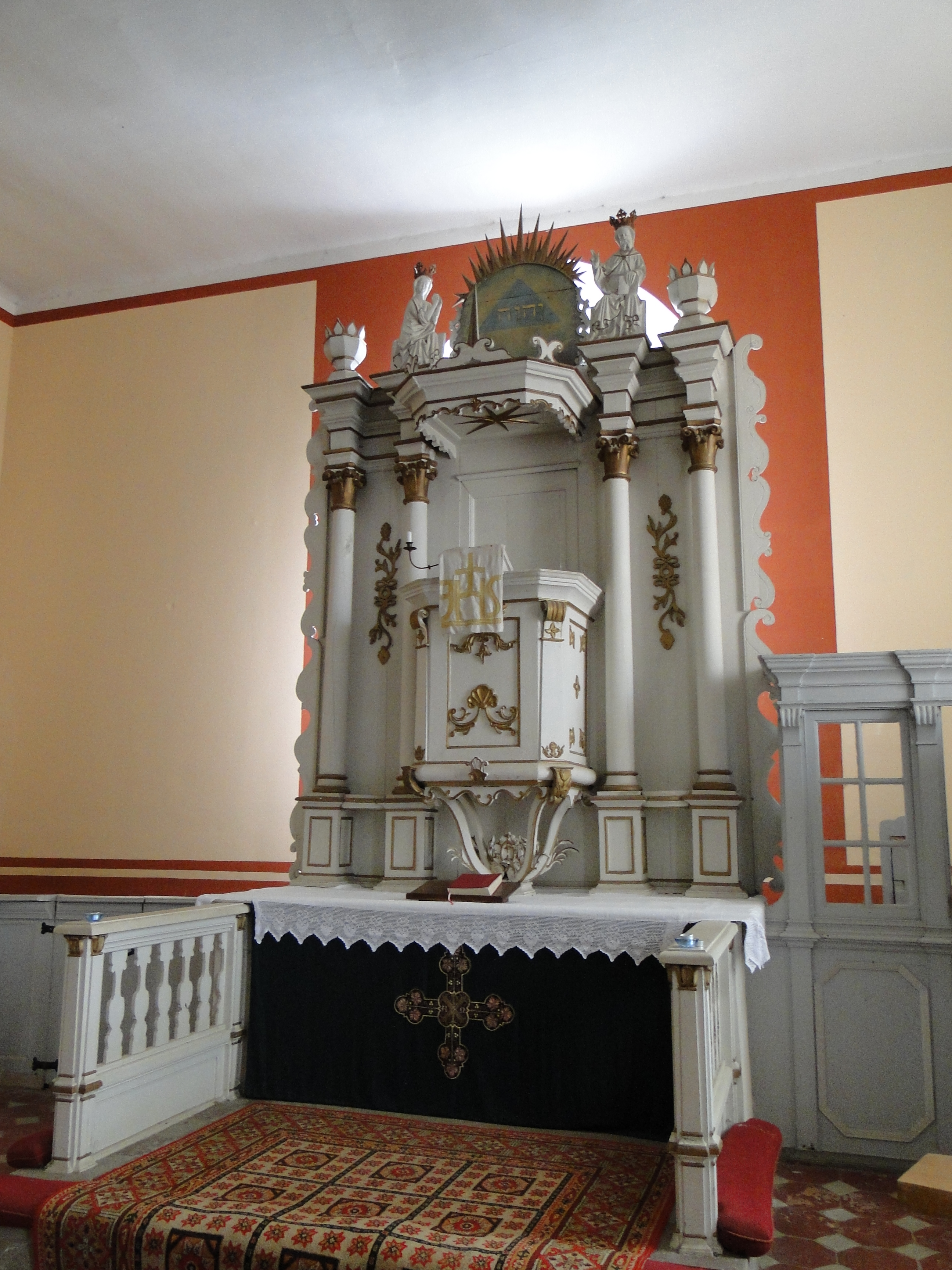
Kanzelaltar von 1752

#### Altar
An der Ostseite in der Kirche steht ein 1752 vom Rostocker Bildhauer Johann Andreas Klinckmann gefertigter Kanzelaltar mit feinen Schnitzfiguren. Schon 1746 fertigte Klinckmann den Kanzelaltar auf der Nonnenempore in der Dobbertiner Klosterkirche.
Auf dem mittelalterlichen Altarschrein befinden sich von den vier einem älteren gotischen Triptychon entnommenen geschnitzten Figuren nur noch oben Christus und Maria von einer Marienkrönung, die unteren Apostel Paulus und Petrus fehlen.

#### Taufstein
Der hölzerne Taufstein wurde Ende des 18. Jahrhunderts gefertigt. Die kupferne Taufschale hat die Inschrift: Der Kirche zu Kladrum gestiftet von Maria Carstens geb. Führhop A. D. 1952.
Im westlichen Prospekt der Orgelempore sind Bildtafeln mit einigen Aposteln bemalt. Die Namen wurden dort wie folgt geschrieben: von links St. Matthäus, St. Judas Thaddäus, St. Thomas, St. Jacobus II (d. J.), St. Johannes, Jesus, St. Petrus, St. Jacobus I (d. Ä.), St. Philippus, St. Simon von Kana und St. Bartholomäus.
An den nicht mehr vorhandenen Patronatsstühlen befanden sich gemalte Wappen der Familien von Barner und von Lützow. Magnus Friedrich von Barner als Erbherr auf Bülow, Klein Görnow und Badegow war von 1691 bis 1694 Provisor im Kloster Dobbertin. Margaretha Elisabeth von Lützow aus Seedorf war seine Gemahlin.
Durch starken Hausschwammbefall mussten die alten Kirchenbänke nach 1970 ausgebaut werden. Stühle waren eine Dauer-Notlösung. Seit 2007 gibt es wieder Kirchenbänke und 2009 konnte der Innenraum neu ausgemalt werden.

#### Orgel

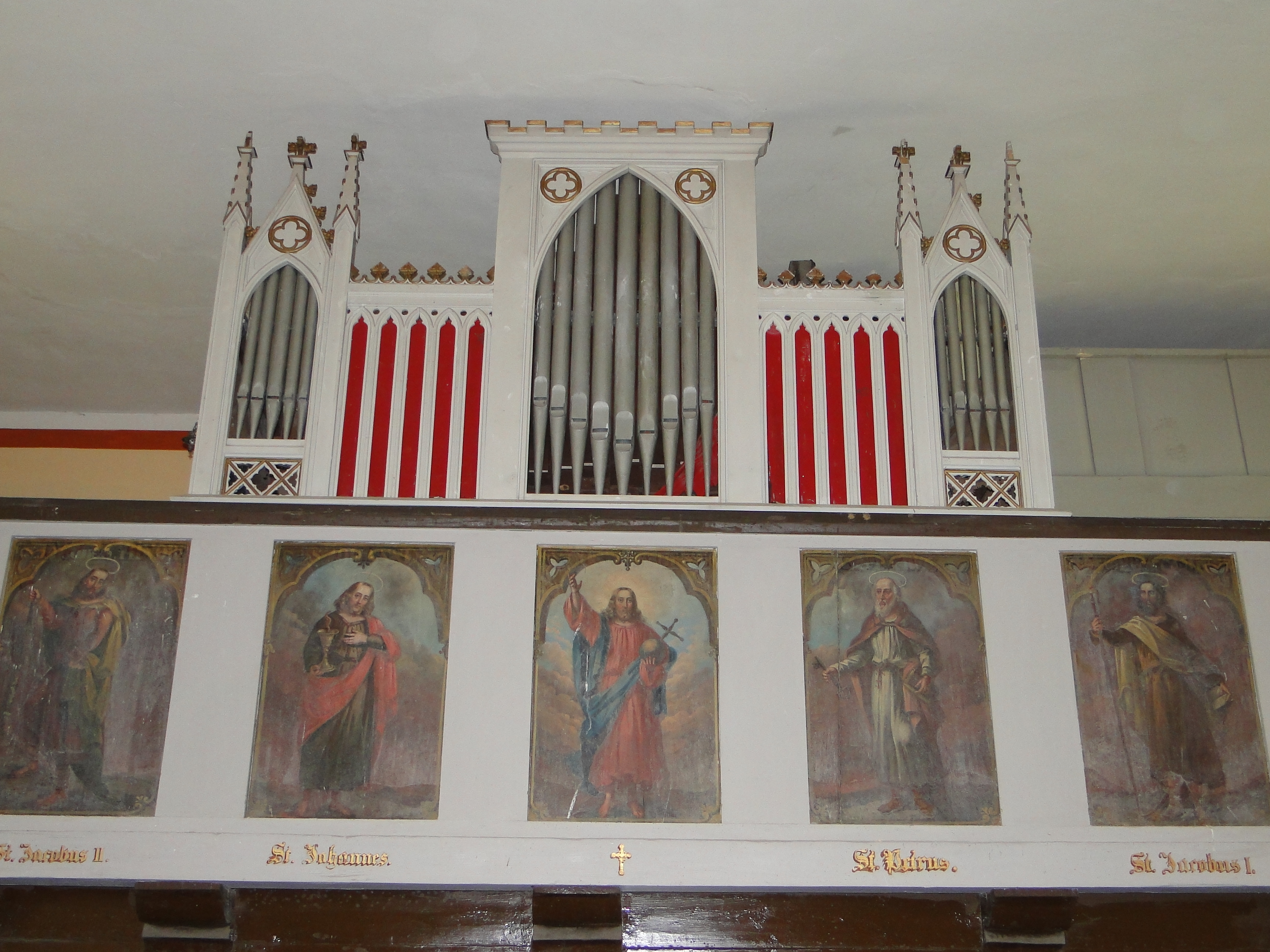
Runge-Orgel von 1847

Die Orgel auf der Westempore wurde 1847 vom Orgelbauer Johann Heinrich Runge aus Hagenow erbaut und schon 1853 instand gesetzt. Das einmanualige Werk mit mechanischer Schleiflade hat acht Register und Pedal. Nach einer 1913 erfolgten Reparatur war die Orgel Ende 1945 bis auf das Gebläse zerstört. 1950 konnte der Orgelbauer Leopold Nitschmann (ein Flüchtling aus Schlesien) die zahlreichen zerstörten Pfeifen der Orgel durch Ersatzteile aus den Kirchen Mestlin, Dobbertin und Grebbin wieder bespielbar machen. Seit 1980 ist die völlig desolate Orgel, durch zahlreiche zerstörte Pfeifen, nicht mehr bespielbar.
Ihre Disposition lautet:
| Manual C–f3    |    |  |
| Prinzipal      | 8′ |  |
| Hohlflöte      | 8′ |  |
| Viola da Gamba | 8′ |  |
| Octave         | 4′ |  |
| Flöte          | 4′ |  |
| Octave         | 2′ |  |

| Pedal C–d1 |     |  |
| Subbass    | 16′ |  |
| Octave     | 8′  |  |

- Koppeln:
  - Pedalkoppel: I/P.
- Spielhilfen: Sperrventil fürs Pedal, Sperrventil fürs Manual, Ablassventil

Am 13. Oktober 2013 wurde durch den Landesbischof i. R. Hermann Beste eine neue Orgel mit fünf Registern, verteilt auf zwei Manualen mit Pedal sowie 246 Pfeifen eingeweiht. Die Orgel ist eine Spende von Herrn Eberhard von Below aus Kleinburgwedel für die Dorfkirche zu Below. Da die dortige Orgel von Julius Schwarz noch spielt, kam das Instrument als Leihgabe in die Kladrumer Kirche. 1966 durch Werner Bosch Orgelbau in Sandhausen bei Kassel gebaut, hat sie der Orgelbaumeister Andreas Arnold vom Mecklenburger Orgelbau in Plau am See aufgestellt. Der Spieltisch wurde an die Orgel angebaut, das geschlossene Gehäuse besteht außen aus Eiche und innen aus Birnbaum.
Ihre Disposition lautet:
Manual Gedackt, Prinzipal, Rohrflöte, Gemshorn.
Pedal Sordun
Koppeln II/I, I/Pedal, II/Pedal
Schleiflade aus Ramin mit Teleskophülsen und eingebautem Regulator, mechanische Spiel- und Registertraktur.
Erster Organist war der Kantor Fritz Abs von der Georgenkirche zu Parchim.

#### Glocken

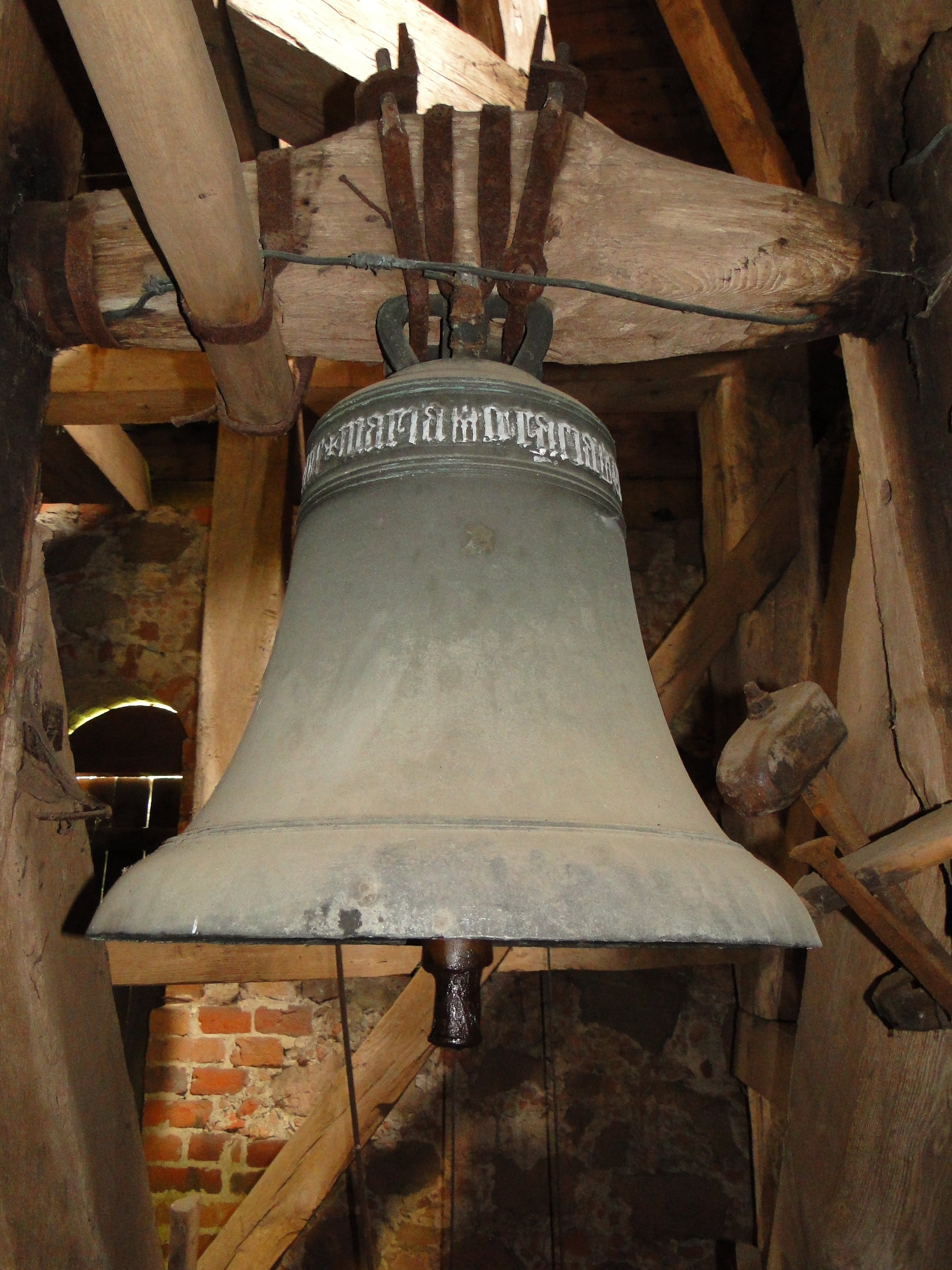
Glocke von 1470

Bis zum Zweiten Weltkrieg hingen im Turm der Kladrumer Kirche drei Glocken. Die größte und kleinste Glocke wurden 1470, die mittlere 1468 gegossen. Das an einem Balken im Glockenstuhl eingeschlagene Datum „ANNO 1698“ weist auch auf eine mögliche Erneuerung des Kirchturms nach dem Dreißigjährigen Krieg hin. Nach einem 50 cm langen Riss erfolgte bei einer Glocke ein Neuguss. 1907 wurde ein Tragbalkenständer im Glockenstuhl erneuert und 1913 eine Läutemaschine angeschafft. Am 13. Februar 1943 wurden durch die Reichsstelle für Metalle für den Zweiten Weltkrieg zwei Glocken mit den Inventar-Nummern 4/26/59 Kategorie A und 4/26/60 Kategorie B abgenommen und eingeschmolzen. Die kleinste Glocke von 1470 mit der Aufschrift: Gegrüst seist du, Maria, voller Dank – Gott mit dir. ist noch vorhanden. Seit 1957 befinden sich zwei neue Eisenhartgussglocken aus der Glockengießerei in Apolda im Turm. Die größere trägt die Aufschrift: Land, Land, Land, höre des Herrn Wort., die kleinere Das Wort unseres Gottes bleibt ewiglich. Offenbar wählte man die Umschriften zu dieser Zeit nicht ohne Bedacht.

## Pastoren
Namen und Jahreszahlen bezeichnen die nachweisbare Erwähnung als Pastor.
- erwähnt 1406 Dyderik Hovemann
- erwähnt 1534 Barthold Trampe, wurde von Herzog Albrecht berufen.[9]
- erwähnt 1567 Jonas Behrens
- 1567–1597 Laurentius Brunswig (Braunschweig)
- 1598–1627 Joachim Voß
- 1628–1662 Heinrich Sasse, vorher Schulmeister in Lübz.
- 1662–1673 Johann Rümker, danach Crivitz,
- 1673–1696 Joachim Wendt aus Lübz.
- 1696–1734 Joachim Carl Wachenhusen, war mit 79 Jahren ältester Pastor in der Superintendentur.
- 1734–1761 Andreas Theophilus Schweder, lebten in großer Armut.
- 1762–1792 Johann Friedrich Phillip Kühn, 1792 an Entkräftigung gestorben.
- 1794–1834 Martin Christian Samuel Lenz, vorher Kollaborator und Kon.Rektor in Parchim.
- 1835–1866 Albert Wilhelm Kindler, verwaltete von 1849 bis 1866 Wessin und Bülow unentgeltlich mit, 1866 Kirchenrat.[10]
- 1883–1905 Wilhelm Ernst Friedrich Wehner vorher zweiter Pastor in Rehna.[11]
- 1905–1930 Friedrich Wilhelm Julius Conrad Köhler, vorher Lehrer an der Bürgerknabenschule Schwerin.[12]
- 1930–1938 Wilhelm Janssen,[13]
- 1839–1941 Wilhelm Samuel Gebhard Reinecke, im Zweiten Weltkrieg 1941 im Osten gefallen.[14]
- 1941–1945 vakant
- 1945–1948 Curt Buchholz, danach Goldberg.[15]
- 1949–1957 Otto Richard Karl Ulrich Schmidt[16]
- 1957–1964 Horst Halbrock
- 1966–1977 Wilfried Romberg
- 1979–1986 Christoph Blaschke
- 1987–1993 Hans-Andres Schlettwein
- aktuell Kornelius Taetow

## Heutige Kirchengemeinde
In der Kladrumer Kirche finden einmal monatlich Gottesdienste und nach Bedarf Konzerte statt. Die Kirchgemeinde Kladrum, zu der auch die Kirchen in Bülow und Wessin gehören, ist heute Bestandteil der dauerhaft verbundenen Kirchengemeinden Mestlin, Techentin und Kladrum mit insgesamt neun Dorfkirchen. Sie gehört zur Propstei Parchim im Kirchenkreis Mecklenburg der Nordkirche. Das Pfarrhaus befindet sich in Mestlin.

### Gedruckte Quellen
- Mecklenburgisches Urkundenbuch (MUB)
- Mecklenburgische Jahrbücher (MJB)

### Ungedruckte Quellen
Landeshauptarchiv Schwerin (LHAS)
- LHAS 1.5-4/3 Urkunden Kloster Dobbertin.
- 5.12-7/1 Mecklenburg-Schwerinsches Ministerium für Unterricht, Kunst, geistliche und Medizinalangelegenheiten. Nr. 7657 Stelleneinkommen der Pfarre Kladrum mit Wessin 1906, 1918–1922, Nr. 8538 Die Pfare 1934.
- LHAS 5.12-9/5 Landratsamt Parchim. 1921–1945.

Landeskirchliches Archiv Schwerin (LKAS)
- LKAS, OKR Schwerin, 08.0102 Mecklenburg Schwerinsches/Mecklenburgisches Finanzministerium, Abt. Hochbau, Patronatsbauten. Kladrum, Nr. 198 Bauten an den Gebäuden zu Kladrum 1868–1938.
- LKAS, OKR Schwerin, Personalia und Examina.